# Iano Salomão
Iano Salomão (Juiz de Fora, 5 de junho de 1981) é um ator brasileiro. Desde 2010 faz parte da companhia teatral Omondé.

## Carreira
Em 2003 Iano estreou como ator no teatro em No Próximo Sábado Chegaremos ao Fim do Jogo, estrelando diversas peças ao longo da década como A Bolívia da Época Del Che, As Conchambranças de Quaderna, Os Mamutes, A Viagem de Clarinha, Nem Mesmo Todo o Oceano, Timon de Atenas. Em 2014 passou a integrar o elenco do seriado Questão de Família, na GNT, por quatro temporadas, interpretado ex-presidiário Marcos, que vive uma relação conturbada com o irmão juiz protagonista da história. Em 2018 ganhou destaque no teatro ao protagonizar o musical Isaura Garcia - O Musical como o músico Walter Wanderley e na televisão ao interpretar João Batista, um dos personagens centrais da telenovela Jesus.
Pelo bom desempenho foi anunciado em 2019 como protagonista da telenovela Jezabel, interpretando Elias, o contraponto positivo em relação à rainha vingativa.

## Teatro
| Ano          | Título                                      | Personagem                   |
| ------------ | ------------------------------------------- | ---------------------------- |
| 2003         | No Próximo Sábado Chegaremos ao Fim do Jogo |                              |
| 2004–05      | A Bolívia da Época Del Che                  | João                         |
| 2006         | Antônio e Cleópatra - Um Amor Imortal       | Guerreiro                    |
| 2007         | Sub-Werther                                 | Detetive                     |
| 2008         | Hamlet                                      | Laertes                      |
| 2010–11      | As Conchambranças de Quaderna               | Guga Melgar                  |
| 2012         | Os Mamutes                                  | Jerry                        |
| 2013         | Muito Viva                                  | Apenas assistente de direção |
| 2013         | A Viagem de Clarinha                        | Pai / Tubarão                |
| 2013 2016–17 | Nem Mesmo Todo o Oceano                     | Vários personagens           |
| 2014         | Fotossíntese                                | Manjope                      |
| 2014         | Timon de Atenas                             | Lucius                       |
| 2015         | Infância, Tiros e Plumas                    | Segurança                    |
| 2015         | Ariano Suassuna, Jô Bilac e Alcione Araújo  | Vários personagens           |
| 2016–17      | Os Inadequados                              | Hilbert                      |
| 2018         | A Mentira                                   | Felipe                       |
| 2018         | Isaura Garcia – O Musical                   | Walter Wanderley             |

## Filmografia

### Televisão
| Ano     | Título             | Personagem              | Notas                                           |
| ------- | ------------------ | ----------------------- | ----------------------------------------------- |
| 2013    | Adorável Psicose   | Bruno                   | Episódio: "A Ética do Flerte"                   |
| 2014–17 | Questão de Família | Marcos Fernandes        |                                                 |
| 2015    | Milagres de Jesus  | Obdias                  | Episódio: "A Cura do Servo do Sumo Sacerdote"   |
| 2018    | Jesus              | João Batista            | [ 28 ]                                          |
| 2019    | Jezabel            | Elias                   | [ 29 ]                                          |
| 2021    | Gênesis            | Ismael                  | Fase: Jornada de Abraão                         |
| 2023    | Reis               | Sisaque, Faraó do Egito | Temporada: A Sucessão, A Decadência E A Divisão |

### Cinema
| Ano  | Título                             | Personagem | Notas          |
| ---- | ---------------------------------- | ---------- | -------------- |
| 2006 | Se Eu Fosse Você                   | Thiago     |                |
| 2011 | Sexo Virtual                       | Amigo      | Curta-metragem |
| 2013 | Bonitinha, mas Ordinária           | Léo        |                |
| 2016 | 702                                | Jesus      | Curta-metragem |
| 2017 | Roommate                           | Locksmith  | Curta-metragem |
| 2017 | O Paciente - O Caso Tancredo Neves | Daniel     |                |